# Cuando un amigo se va
Cuando un amigo se va es una canción compuesta e interpretada por el compositor y cantautor argentino Alberto Cortez. Según él, la canción fue escrita al morir su padre, quien había sido para él su mejor amigo.
Este tema fue lanzado al mercado por primera vez en el disco "El Compositor, El Cantante" en el año 1969. Al tiempo lo puso en el mapa musical internacional y de ventas en Hispanoamérica.
Más tarde, en 2000 "Cuando un amigo se va" conjuntamente con "Alfonsina y el mar" y "Gracias a la vida" fueron consideradas según encuesta de un periódico de Chile como las tres mejores canciones en castellano del siglo XX. 
Posteriormente, en 2004, Cortez grabó el disco "Alberto Cortez Sinfónico", grabado en directo con la Orquesta Sinfónica de Houston; el tema principal fue este tema.
En 2011, al fallecer su amigo, el también cantautor Facundo Cabral, la mayoría de las emisoras radiofónicas de Chile, tocó el tema en homenaje al difunto amigo de Cortez.
Esta canción, debido a su gran éxito, ha sido objeto de múltiples versiones posteriores en diversos géneros musicales, en la voz de otros artistas de gran relevancia, tales como María Martha Serra Lima, Ricardo Montaner, Kiara, el propio Facundo Cabral, entre otros.

## Curiosidad
En Venezuela, el tema fue usado como Himno ante el cese de la concesión del canal RCTV, en mayo del 2007, apenas minutos antes de salir el canal del aire, el tema fue interpretado por la cantante y actriz Kiara. Posteriormente, al cumplirse un año de la salida del aire, trabajadores del canal, entre ellos directivos, artistas y técnicos efectuaron un evento público en el que el periodista Miguel Ángel Rodríguez, interpretó esta canción.
Igualmente en Venezuela pero el 31 de diciembre de 1973, el tema fue interpretado por un grupo de artistas para el animador Renny Ottolina con motivo de la transmisión del último programa de El Show de Renny en el entonces canal privado CVTV, hoy la estatal VTV canal 8. Esta interpretación evocó una notoria emoción en el animador, por lo que luego de agradecer, no pudo continuar hablando y cerró así para siempre el legendario espacio televisivo.

## Memoria de los Premios Martín Fierro
En la entrega de los Premios Martín Fierro, el 9 de junio de 2019, el venezolano Ricardo Montaner interpretó su versión de este tema para rendir un homenaje a los artistas fallecidos entre 2018 y 2019, tipo "In Memoriam".